# Eriocaulon carsonii
Eriocaulon carsonii är en gräsväxtart som beskrevs av Ferdinand von Mueller. Eriocaulon carsonii ingår i släktet Eriocaulon och familjen Eriocaulaceae.

## Underarter
Arten delas in i följande underarter:
- E. c. carsonii
- E. c. euloense
- E. c. orientale